# Letras da Vida
Letras da vida (Árabe:حروف الحي) foi um título criado pelo Báb para os primeiros dezoito discípulos que o aceitaram como O Profeta Prometido.

## Os Letras da vida
1. Mullá Husayn
2. Muhammad-Hasan Bushrú'í (de broer van Mullá Husayn).
3. Muhammad-Báqir Bushrú'í (de zoon van Muhammad-Hasan Bushrú'í).
4. Mullá 'Alí Bastámí
5. Mullá Khudá-Bakhsh Qúchání (later Mullá 'Alí genoemd)
6. Mullá Hasan Bajistání
7. Siyyid Husayn Yazdí (de Báb's secretaris in Maku en Chihriq).
8. Mullá Muhammad Rawdih-Khán Yazdí
9. Sa'íd Hindí
10. Mullá Mahmud Khu'í
11. Mullá ('Abdu'l-)Jalíl Urúmí (Urdúbádí)
12. Mullá Ahmad-i-Ibdál Marághi'í
13. Mullá Báqir Tabrízí (werd later, als enige Letter, Bahá'í).
14. Mullá Yúsuf Ardibílí
15. Mullá Hádí Qazvíní
16. Mullá Muhammad-`Alí Qazvíní (Táhirih's zwager).
17. Táhirih
18. Quddús